# 2012 2NE1 Global Tour: New Evolution (Live in Seoul)
2012 2NE1 Global Tour: New Evolution (Live in Seoul) là album trực tiếp thứ hai của nhóm nhạc nữ Hàn Quốc 2NE1. Album được phát hành vào ngày 4 tháng 12 năm 2012 bởi YG Entertainment.
Album được thu âm trong chuyến lưu diễn thế giới đầu tiên của nhóm New Evolution trong những ngày ở Seoul vào ngày 28 và 29 tháng 7 tại Nhà thi đấu Thể dục dụng cụ Olympic.

## Theo dõi danh sách
| STT              | Nhan đề                                                          | Thời lượng |
| ---------------- | ---------------------------------------------------------------- | ---------- |
| 1.               | "I Am the Best (Live)" ("내가 제일 잘 나가", "I Am the BesT"[a]) | 3:32       |
| 2.               | "Fire (Live)"                                                    | 3:43       |
| 3.               | "Clap Your Hands (Live)" ("박수 쳐", "Clap Your Hands"[b])       | 4:08       |
| 4.               | " I Don't Care (Reggae Remix) [Live]"                            | 3:57       |
| 5.               | "Don't Stop the Music (Live)"                                    | 4:15       |
| 6.               | " It Hurts (Slow) [Live]" ("아파 (Slow)", "It Hurts (Slow)"[c])  | 4:55       |
| 7.               | "Lonely (Live)"                                                  | 4:16       |
| 8.               | "In the Club (Live)"                                             | 5:01       |
| 9.               | "Stay Together (Live)"                                           | 3:33       |
| 10.              | "I Love You (Live)"                                              | 6:01       |
| 11.              | "Ugly (Live)"                                                    | 3:30       |
| 12.              | "Hate You (Live)"                                                | 3:19       |
| 13.              | "Go Away (Live)"                                                 | 3:52       |
| 14.              | "Can't Nobody (Live)"                                            | 4:50       |
| Tổng thời lượng: | Tổng thời lượng:                                                 | 54:53      |

## Doanh số đĩa đơn
Album trực tiếp đã bán được 30.000 bản tại Hàn Quốc, 5.000 bản tại Trung Quốc, trong khi tại Nhật Bản, nó đã bán được 20.000 bản với tổng số 55.000 bản. Tính đến tháng 9 năm 2014, album trực tiếp đã được bán cho hơn 60.000 bản trên toàn thế giới.